# أحمد يعقوب
أحمد يعقوب (1958-2021) هو شاعر ومترجم فلسطيني، ولد في سوريا وينتمي لعائلة هجرت من طيرة حيفا عام النكبة 1948 وأستقرت في مخيمات اللجوء والشتات. شغل منصب مسوؤل مكتب الصحفيين في الأمانة العامة في الإتحاد العام للكتاب والأدباء الفلسطينيين ومديراً لبيت الشعر الفلسطيني. عاد إلى أرض الوطن في العام 1994 على إثر إتفاقية أوسلو وعمل مديرا في وزارة الإعلام الفلسطينية.

## حياته
ولد أحمد نمر يعقوب في مخيم اليرموك بسوريا 1958، أنهى دراسته الأساسية والإعدادية في مدارس وكالة الغوث للاجئين (الأونروا) وعلى الثانوية العامة من ثانوية اليرموك للبنين. التحق مبكرًا بالعمل الوطني في بيروت وانضم لصفوف جبهة التحرير الفلسطينية، ناضل مع رفاقه عن حقوق شعبه وعن القرار الوطني الفلسطيني المستقل في كافة مواقع الثورة الفلسطينية، تنقل بين عدة دول منها تونس وهافانا ومدريد للدراسة والعمل فأتقن اللغة الإسبانية بطلاقة، وأستقر في مدينة بغداد مستكملاً مسيرته النضالية والأدبية، يُعرف نفسه "بإبن التجربة الشعرية العراقية بكل تحولاتها وتجلياتها" وينعت نفسه بالفلسطيني العراقي. له معرفة إبداعية وشخصية بأغلب الأجيال الشعرية العراقية، برز عمله الأدبي والثقافي في مجال الشعر والترجمة وتمتاز أعماله الشعرية بالتجريب والتشكيل والإنغماس بكل ما هو غريب وجديد.

## أعماله
صدر له مجموعة من الدواوين الشعرية منها:
- لمن أرمم المنفى.
- مراثي الكافور 1998.
- أفراح حلاج الـنوى 1995
- عراقيات 1999.
- البقاء على قيد الوطن 2002.
- البالوع، وقائع الموت والحياة.
- في الطريق إلى البوطيقا.
- مدائح الكافور، صدر له عن دار النشر الاسبانية (اردورا)والذي يضم مختارات من قصائد الشاعر منذ 1986 حتى 2015 باللغتين العربية والاسبانية.
- السيجارة الأخيرة، صدرت عن وزارة الثقافة الفلسطينية بمناسبة مرور أربعين يوما على وفاته عام 2021.

## وفاته
توفي في مدينة رام الله يوم الأحد 8 آب 2021 ، إثر نوبة قلبية عن عمر يناهز 63 عام ودفن في مقبرة رام الله، نعته وزارة الثقافة وقالت: "إن الراحل يعتبر من الأصوات الحداثية والمجددة التي أبدعت في تجارب شعرية حملت في طياتها محطات كثيرة مصقولة بفعل الوعي والهم الوطني الذي عاشه في ترحاله بين العواصم. وخسرت الثقافة الفلسطينية أحد أبرز وجوه النص الشعري الحداثي في فلسطين، وأحد أبرز القامات الثقافية التي تحدثت عن الوجع الفلسطيني، والوطن والشتات والاحتلال، وأحد أبرز المترجمين الذين ترجمت نصوصهم لعدة لغات".
ونعاه الإتحاد العام للكتاب والأدباء الفلسطينيين على لسان الأمين العام الشاعر مراد السوداني: “يفقد المشهد الثقافي والأدبي اليوم شاعرا ومترجما شهد له الجميع بالإبداع والانتماء، والرفعة بالأداء والتفاني، كما خسر العمل النقابي واحدا من رواده الكبار والناشطين المبدعين الذين سخروا حياتهم لخدمة الإبداع والثقافة".
ونعى سفير دولة فلسطين في مصر ومندوبها الدائم لدى جامعة الدول العربية، دياب اللوح، ومستشارو وكوادر السفارة، ومندوبية فلسطين لدى جامعة الدول العربية، الشاعر الراحل، بعد حياة ثقافية عامرة بالكتابة عن فلسطين في المحافل الأدبية. وتقدمت السفارة ومندوبية فلسطين بالجامعة العربية بخالص العزاء والمواساة لأسرة وذوي الفقيد، وعموم الشعب الفلسطيني.